# Petinha-de-sokoke
Petinha-de-sokoke  (Anthus sokokensis) é uma espécie de ave da família Motacillidae.
Pode ser encontrada nos seguintes países: Quénia e Tanzânia.
Os seus habitats naturais são: florestas subtropicais ou tropicais húmidas de baixa altitude.
Está ameaçada por perda de habitat.